# Patrick Cubaynes
Patrick Cubaynes est un footballeur français, né le 6 mai 1960 à Nîmes dans le département du Gard. Il joue au poste d'attaquant de la fin des années 1970 au début des années 1990.
Formé à l'Olympique avignonnais, il est ensuite un joueur majeur du Nîmes Olympique jusqu'en 1985. Il évolue ensuite notamment au SC Bastia, au RC Strasbourg, à l'Olympique de Marseille et au Montpellier PSC.
Il remporte avec l'équipe de France olympique la médaille d'or du tournoi de football aux jeux olympiques de 1984.

## Biographie
Patrick Cubaynes commence le football au sein des clubs de l'ES Saint-Victor-la-Coste et du leader du football du district Grand Vaucluse actuel, le FC Villeneuve-les-Avignon avant de rejoindre l'Olympique avignonnais, club de division 2. En 1978-1979, il fait ses débuts en équipe première et dispute quatre rencontres. L'année suivante, il est recruté par le Nîmes Olympique, club de division 1 et joue son premier match à ce niveau le 2 avril 1980, lors de la 31e journée de championnat. Il entre en jeu à la 57e minute en remplacement de Gilbert Marguerite. Le club descend en division 2 en fin de saison 1981 et après le départ de Gilbert Marguerite à l'OGC Nice, Patrick Cubaynes devient titulaire au poste d'avant-centre. Il inscrit quinze buts en 1982 puis vingt en 1983. Il est un des grands attaquants de première et deuxième division française des années 1980.
Lors de sa première et unique saison à l'Olympique de Marseille il est un véritable cauchemar pour les défenses adverses dans le jeu aérien. Il sera d'ailleurs le meilleur buteur de la tête de division 1 au cours de la saison 1986/1987. 
Il tient ensuite une brasserie à Villeneuve-lez-Avignon : "Brasserie Cubaynes". Lors des élections municipales de 2020, il est candidat dans cette commune sur la liste conduite par Pascale Bories. Il vend sa Brasserie de Villeneuve-lès-Avignon en 2023.

## Palmarès
- Vice-champion de France en 1987 avec l'Olympique de Marseille.
- Finaliste de la Coupe de France en 1987 avec l'Olympique de Marseille.
- Champion olympique en 1984 avec l'équipe de France olympique.

## Distinctions
- Trophées UNFP 2024 : trophée d'honneur pour l'ensemble du groupe, à l'occasion du 40e anniversaire de la victoire de l'équipe de France olympique aux Jeux olympiques d'été de 1984[4],[5].